# Hendrich Antal
Hendrich Antal (Cegléd, 1878. május 15. – Budapest, 1960. június 25.) magyar építész.

## Élete

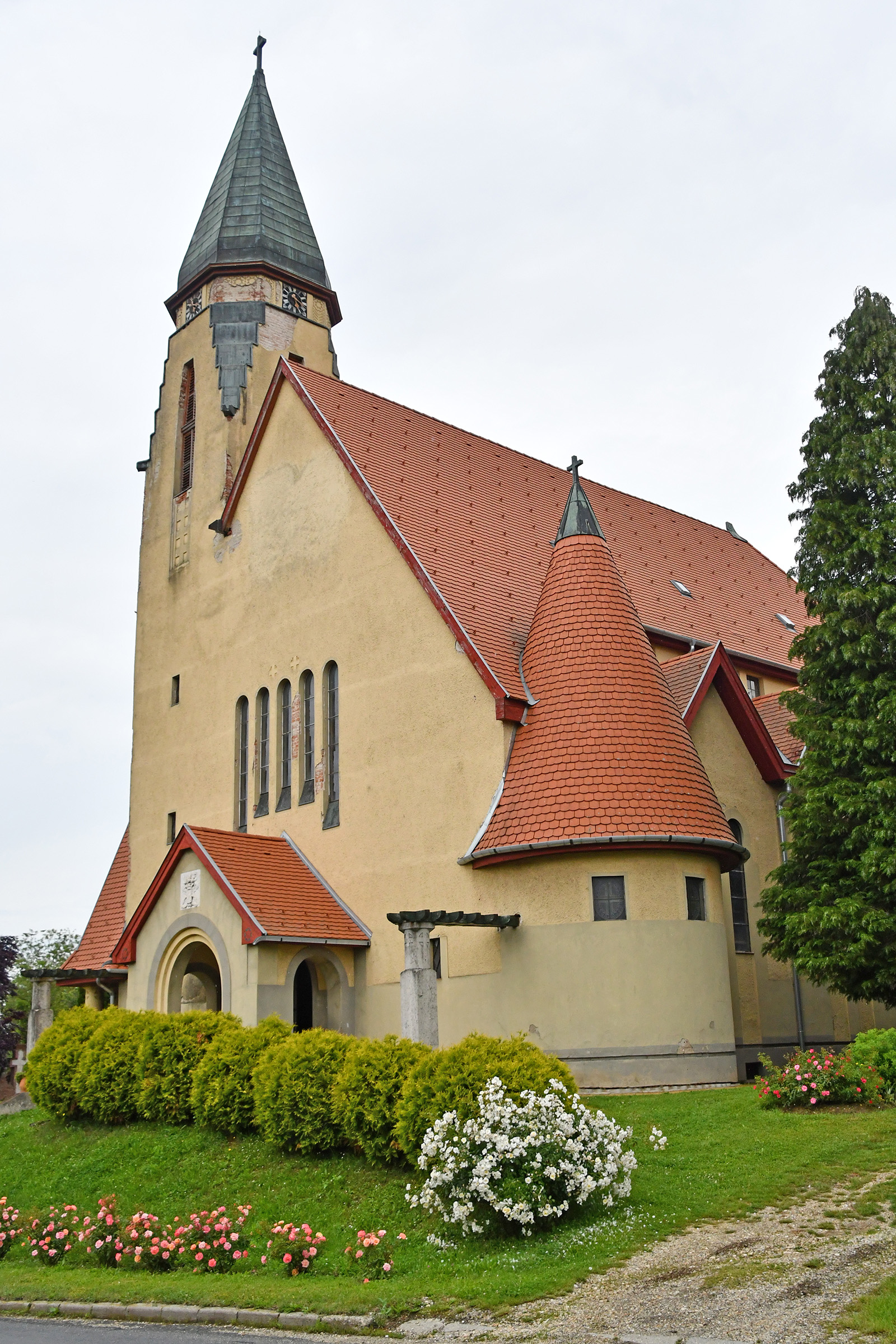
Szent Miklós templom, Ivánc

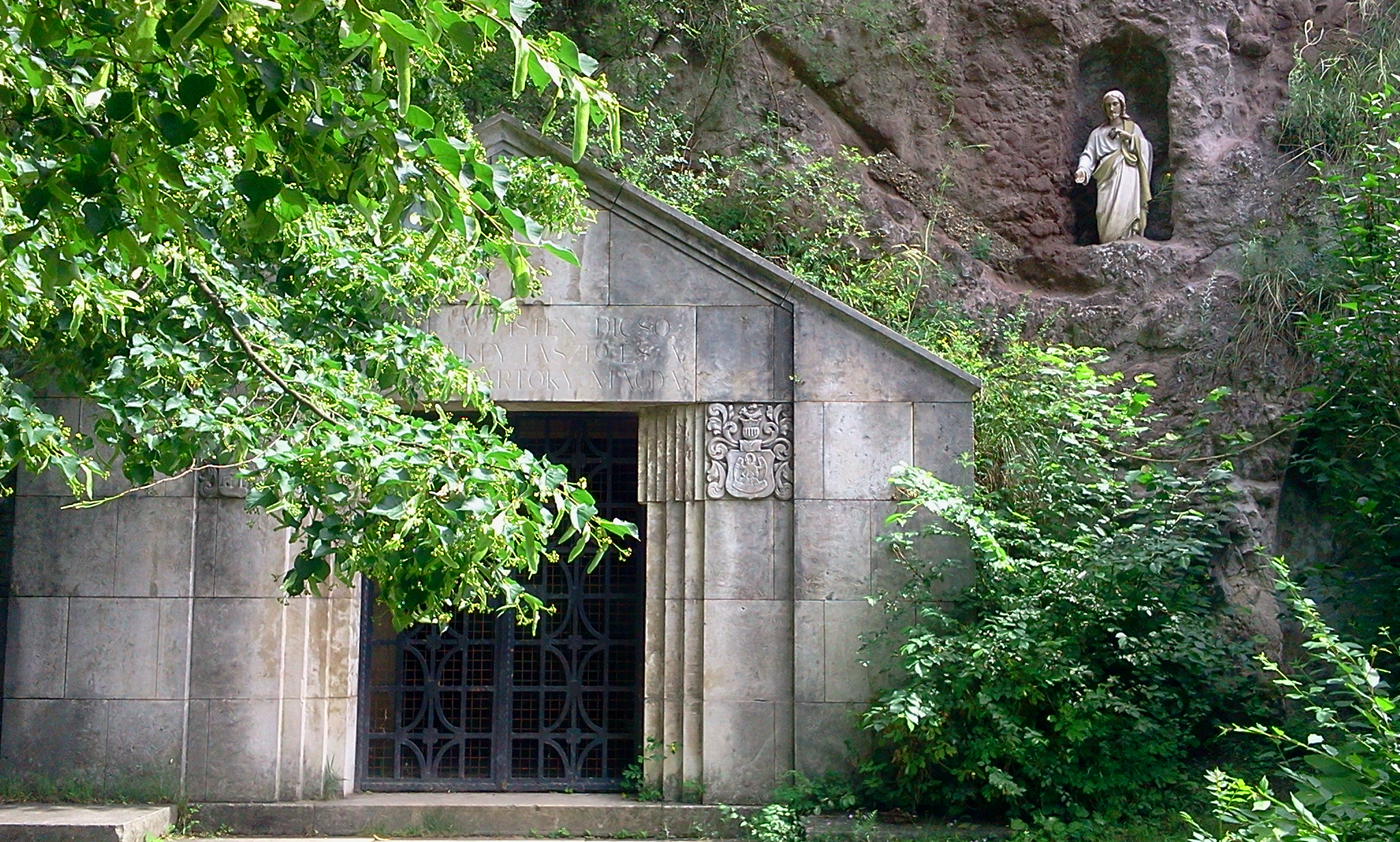
Sziklakápolna, Zebegény

Parasztcsaládból származott, édesapja szőlősgazda volt. A budapesti Képzőművészeti Főiskolán folytatott tanulmányokat és ott is kapott diplomát. 1905-től 17 éven keresztül a Fővárosi Iparrajziskolában tanított építészeti és díszlakatosi tantárgyakat. Emellett 1906-ban építészirodát nyitott, és több épületet is tervezett. Jelentős alkotása az Ivánci római katolikus templom. A templom építésénél Hendrich a népies stílust követte, mintaképe a Kós Károly-féle Zebegényi római katolikus templom volt. Ismertek festményei is.
Tagja volt a Mérnökegyletnek és a Mérnöki Kamarának is.
Leánya Hendrich Edmée, veje Pétery János (1892–1975) volt.

## Ismert épületei
- 1911–1914: Szent Miklós-templom, Ivánc[6][7]
- 1917–1922: Star Filmgyár,[5][6] Budapest, Pasaréti út 122-124.[10]
- 1924: Yacht Klubház, Balatonalmádi[5][6]
- 1930: dr. Knob Sándor, a GyOSz főtitkárának villája, Budapest, Berkenye-utca 13. (akkori címén BErkenye utca 11.) (ld. Építőmesterek Lapja / A Munkaadó, 1930 (17. évfolyam, 1-52. szám)1930-05-07 / 19. szám)
- 1931: villa, Budapest, Dezső utca 2. (a házon emléktábla őrzi a tervező nevét)[11][12]
- 1933: lakóház, Budapest, Tigris utca 56.[13]
- 1934: lakóház, Budapest, Fészek utca 4. („nyereményház”)[14]
- 1938: Sziklakápolna, Zebegény, Szőnyi István út 9.[15]
- 1946: villa, Budapest, Pasaréti út 67.[16]
- villa, Budapest, Fillér-utca 15.[17]
- Budapest, Fillér-utca 21/b.[17]
- Véghelyi Dezső postafőigazgató villája, Budapest, Fillér-utca 21/c.[5]
- dr. Beck Károly kúriai bíró villája, Budapest, Lorántffy Zsuzsanna-utca 12.[5]
- Glatz József villája, Budapest, Vérhalom-utca 28.[5]
- dr. Heyduck Ödön és Gyula családi háza, Budapest, Márvány-utca 3/a.[5][18]
- dr. Deér Endre és családja villája, Budapest, Bakator-utca 5—7.[5][18]
- dr. Kemény Gyula és Kamik Gyula villái, Budapest, Bánffy-utca[5]
- bérházak, Budapest[5][6]
- japán követség rezidenciája (fiával, Hendrich Ervinnel közös munka)[4]

1927-ben átépítette a Bristol Szállodát.

## Egyéb irodalom
- (szerk.) Lőrinczi Zsuzsanna: Vidéki építészeti kalauz. Magyarország vidéki építészete a 20. században, 6B Építész Bt., Budapest, 2002, ISBN 963-204-378-2